# Георг Марко
Георг Марко (нім. Georg Marco; 29 листопада 1863, Черновіц — 28 серпня 1923, Відень) — австрійський шахіст і шаховий публіцист румунського походження. Редактор журналу «Wiener Schachzeitung» (1898—1916). Автор низки статей з теорії шахів і кількох турнірних збірників.

## Кар'єра
Серйозно захопився шахами в Бухаресті після знайомства з Адольфом Альбіном, найсильнішим шахістом Румунії XIX сторіччя, що став шаховим учителем і наставником Марко. З 1885 року переїхав до Відня, що був одним з найбільших шахових центрів тогочасної Європи, працював секретарем у шаховому клубі.
На міжнародній арені дебютував на турнірі у Дрездені 1892, де поділив 4-5-е місця. Інші хороші результати в міжнародних турнірах:
- Відень (1895) — 1-е місце
- Відень (1897) — 3
- Мюнхен (1900) — 5
- Відень (1901) — 3-4
- Відень (1903, гамбітний турнір) — 3 (найбільше досягнення; випередив, зокрема Г. Пільсбері, Ґ. Мароці, Ж. Мізеса, Р. Тайхмана, К. Шлехтера й І. Ґунсберґа)
- Монте-Карло (1904) — 5
- Кобурґ (1904) — 4-5
- Кембридж Спрінґс (1904) — 4
- Остенде (1905) — 5
- Стокгольм (1912) — 3
- Будапешт (1913) — 4-5

Славився своєю миролюбністю, за що тримав прізвисько «майстер нічиєї». Наприклад, усі 10 партій матчу проти Карла Шлехтера (1893) закінчилися внічию (+0, −0, =10).
Опрацював турнірні збірники зі змагань: Відень 1903 і 1908, Остенде 1906, Карлсбад 1907, Баден 1914. Видав монографію про матч за титул чемпіона світу Ласкер — Тарраш 1908 року.